# أحمد المستعين بالله
أمِيرُ اَلْمُؤْمِنِين وَخَلِيفَةُ المُسْلِمِين أبُو العَبَّاس أحمَد المُسْتعين بالله بن مُحمَّد الأكبر بن مُحمَّد المُعْتَصِم بالله بن هارُون الرَّشيد بن مُحَمَّد المِهديّ اَلْعَبَّاسِي اَلْهَاشِمِيِّ اَلْقُرَشِيِّ (221 - 3 شوَّال 252 هـ / 836 - 17 أكتوبر 866 م)، المعرُوف اختصارًا بإسم المُسْتعين أو المُسْتعين بالله، هو الخليفة الثَّاني عَشَر مِن خُلفاء بَني العبَّاس، ووالده هو الأمير محمد الأكبر بن المعتصم، وأمه ام ولد صقلية اسمها مخارق.

## صفته
مليحاً أبيض بوجهه أثر الجدري ألثغ. كان خيراً فاضلا بليغاً أديباً وهو أول من أحدث لبس الأكمام الواسعة فجعل عرضها نحو ثلاثة أشبار وصغر القلانس.

## خلافته
بويع بالخلافة في اليوم الذي توفي فيه أبو جعفر محمد المنتصر بالله وهو اليوم 25 من ربيع الأول سنة 248هـ. ولم يزل خليفة إلى أن خلع يوم الجمعة 4 محرم سنة 252هـ.

## خلعه ومقتله
لما تمكر له الأتراك خاف وانحدر من سامراء إلى بغداد فأرسلوا إليه يعتذروا ويخضعون له ويسألونه الرجوع فامتنع فقصدوا الحبس وأخرجوا المعتز بالله وبايعوه وخلعوا المستعين ثم جهز المعتز جيشاً كثيفاً لمحاربة المستعين فوقعت بينهما وقعات ودام القتال أشهراً وكثر القتل وغلت الأسعار وعظم البلاء وانحل أمر المستعين فسعوا في الصلح فخلع المستعين نفسه وأشهد عليه القضاة. أرسل المعتز إلى أحمد بن طولون أن يذهب إلى المستعين فيقتله فقال والله لا أقتل أولاد الخلفاء فندب له سعيد الحاجب فذبحه في ثالث شوال من السنة وله إحدى وثلاثون سنة.